# ビューズ
株式会社ビューズは、東京都中野区に本社を置き、専門家キャスティング・PR事業を主とする日本の゙企業である。

## 概要
「女性の活躍の場の創造と支援」を目的として設立された。
在籍する専門家（美容家、ライター、食の専門家、女医、インフルエンサー、ミス・コンテスト、モデル）のネットワークを活用し、ブランディング、PR代行、販路コーディネート、セールスプロモーションの企画を行う。

## 沿革
2014年（平成26年）
5月 - 美にかかわる各分野の専門家集団「beaus」発足
10月 - 「beausライタースクール」を開校

2015年（平成27年）
4月 - 女性医師によるマーケティング支援サービス「女医＋」発足
6月 - 株式会社ビューズを東京都中央区銀座に設立
9月 - 「beausライタースクール」が一般社団法人日本化粧品検定協会と業務提携
12月 - 化粧品海外進出支援サービスを開始

2016年（平成28年）
1月 - 「ビューズ大阪」「ビューズ名古屋」発足
10月 - 業務拡大のため、本社を東京都港区南青山に移転

2017年（平成29年）
1月 - 「美の祭典vol.1」を主催
2月 - 食専門PRの子会社「株式会社ぽかぽかてーぶる」を設立
7月 - 「美の祭典vol.2」を主催
8月 - 「松本莉緒さん×YOGA」を主催
11月 - 「熊田曜子さん×美BODY」を主催

2018年（平成30年）
8月 - 「梅宮アンナさん×LifeStyle」を主催
9月 - 「小椋久美子さん×LifeStyle」を主催